# 羅馬蝸牛
羅馬蝸牛（學名：Helix pomatia），又名盖罩大蜗牛，属于大蜗牛科，是一種大型的陸生蝸牛。它們是可食用的蝸牛，故此經常被養殖，被煮食時會被稱為「法國蝸牛」。

## 繁殖及生命周期
羅馬蝸牛是雌雄同體的，故此很少選擇配偶的問題。它們每年會繁殖2-6次，產8-30隻幼蝸牛。妊娠期約為3-4星期。它們要2-4歲才能達至性成熟。

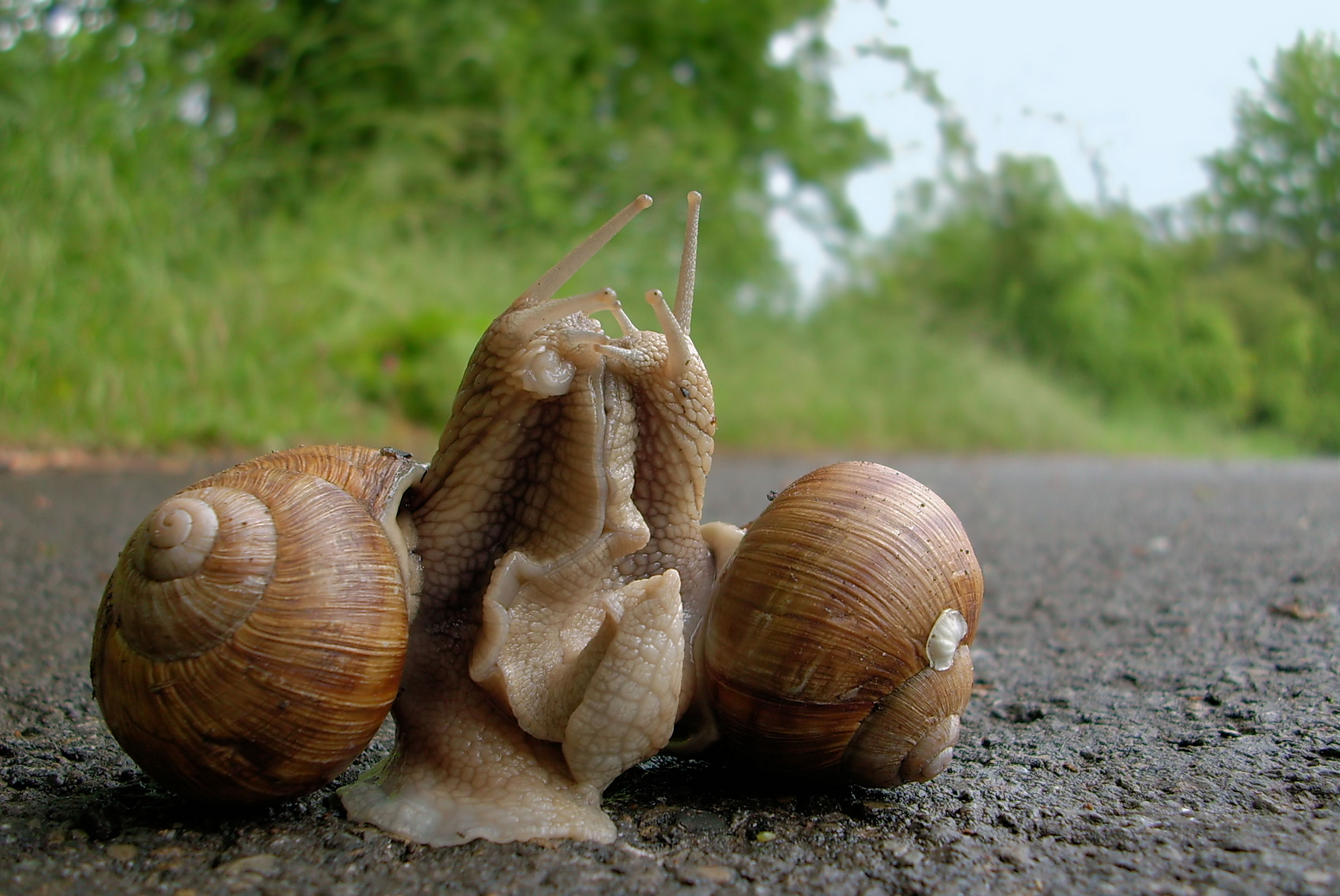
正在交配的一對羅馬蝸牛。

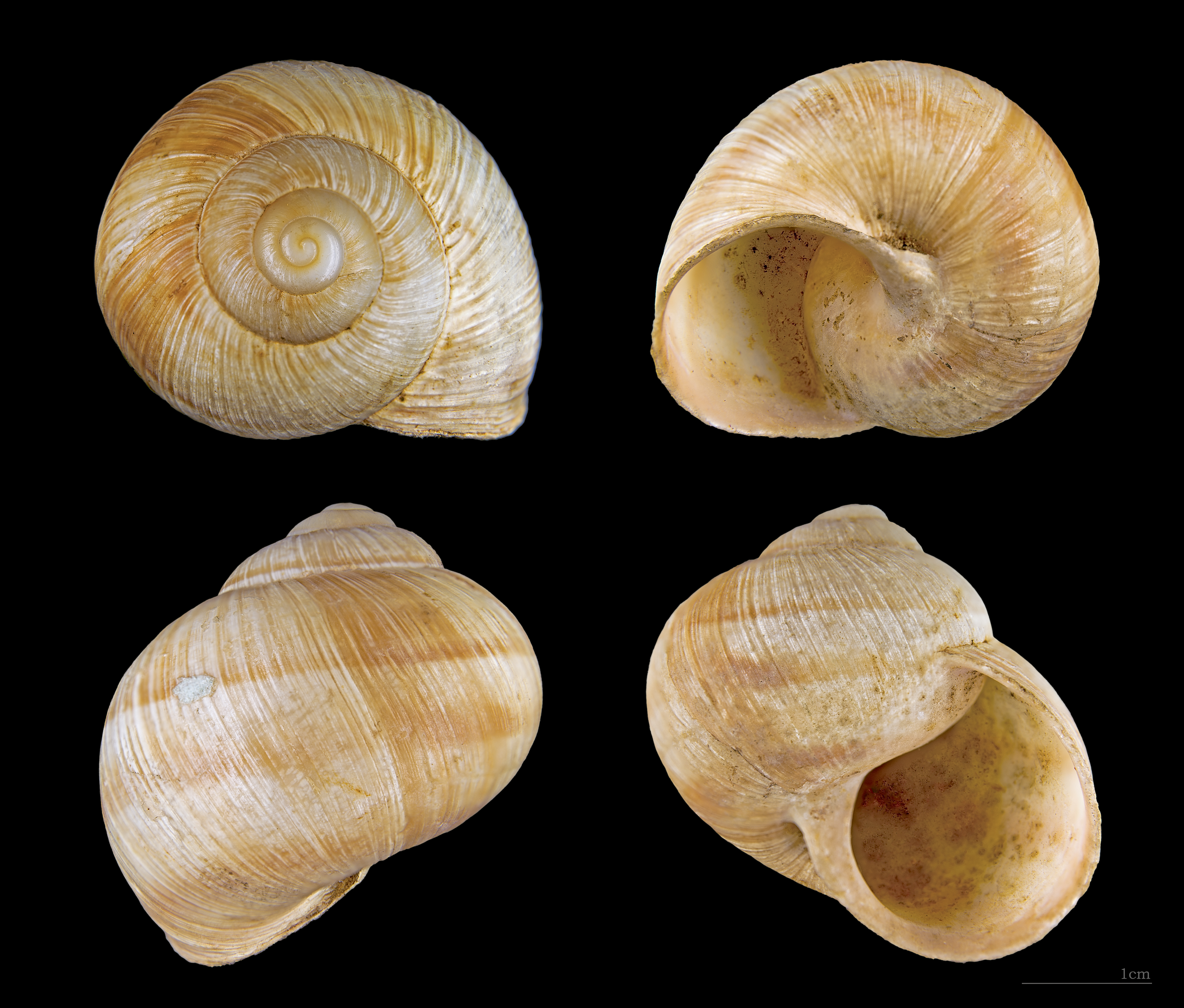
Helix pomatia

羅馬蝸牛交配時會先抬起頭互相纏繞以觸角感覺對方。受到刺激後，其中一隻蝸牛就會將鈣質的射器放入另一蝸牛的蹠部。當完成後，雙方會交換重覆此動作。休息過後，它們會將生殖孔重疊，再一次刺激對方。兩隻蝸牛會扭曲自己的身體纏繞對方，讓陰莖及陰道相連。其中一隻蝸牛會接受精子，時間約需4-7分鐘。最後會移走陰莖，但兩隻蝸牛可能會繼續纏繞幾小時。
在夏眠或冬眠時，羅馬蝸牛會製造一種石灰質的冬蓋來蓋好殼子。
羅馬蝸牛的卵約有8.6 × 7.2毫米大。

## 分佈
羅馬蝸牛沒有被列在IUCN紅色名錄之中，並未予評估。
羅馬蝸牛分佈在奧地利、比利時、捷克、法國東部、義大利北部、德國、匈牙利、荷蘭、波蘭、俄羅斯西部、斯洛伐克、斯洛文尼亞、烏克蘭、巴爾幹半島、波羅的海國家、喀爾巴阡山脈及英格蘭。